# Svart ögonknäppare
Svart ögonknäppare (Denticollis borealis) är en skalbaggsart som först beskrevs av Gustaf von Paykull 1800. Svart ögonknäppare ingår i släktet Denticollis och familjen knäppare.

## Beskrivning
En avlång och platt skalbagge med blågrå, glänsande färg på ovansidan, kraftiga längsfåror på täckvingarna, långa, sågtandade antenner och långa ben. Kroppslängden är mellan 11 och 13 mm.

## Utbredning
Utbredningsområdet omfattar norra och mellersta Europa med sydgräns i franska Alperna, och vidare österut via Sibirien till Mongoliet och Fjärran Östern.
I Sverige förekommer arten främst i Norrland, även nära den egentliga fjällvärlden. Söder om Dalälven finns smärre populationer i Småland, Östergötland, Södermanland, Uppland, Västmanland och Värmland. Arten minskar, inte minst genom en aktiv skogspolitik som lett till att antalet äldre björkar minskat i de fjällnära områdena, och den är rödlistad som nära hotad ("NT") av Artdatabanken.
I Finland har ett smärre antal observationer gjorts över hela fastlandet (9 st mellan 1945 och 2022, plus 3 st ospecificerade). Arten är trots det klassificerad som livskraftig ("LC") av Finlands Artdatacenter.

## Ekologi
Skalbaggen lever företrädesvis i kalltempererade till subarktiska områden. De vuxna skalbaggarna, som kan ses samlas kring ljuskällor, är mycket kortlivade, och större delen av livet tillbringas som larver. Dessa lever ytligt i murket trä från björk och asp som är angripet av vitröta, bland annat från fnöskticka. Larverna söker sig även gärna till björkar som nyligen varit utsatta för skogsbrand, där de lever nära barkskiktet. Främsta födan för larverna är emellertid inte trä; de är rovdjur, som främst lever av andra larver som lever i samma material. De vuxna djuren lever emellertid av nektar och pollen.